# Saint-Martin-la-Méanne
Saint-Martin-la-Méanne este o comună în departamentul Corrèze din centrul Franței. În 2009 avea o populație de 365 de locuitori.

## Evoluția populației
| An        | 1975 | 1982 | 1990 | 1999 | 2006 | 2009 |
| --------- | ---- | ---- | ---- | ---- | ---- | ---- |
| Populație | 458  | 393  | 362  | 365  | 358  | 365  |